# Kalinkinocultuur
De Kalinkinocultuur (Russisch: Калинкинская культура) is een archeologische cultuur uit de vroege ijzertijd in de Russische regio Soergoet-Ob.

## Beschrijving
De Kalinkinocultuur werd in 1989 voor het eerst als een afzonderlijke cultuur beschreven door Joeri Tsjemjakin. Er zijn ongeveer 40 nederzettingen bekend, waaronder 15 versterkte. Ruim twintig sites zijn opgegraven. De verdedigingswerken bestonden uit een kleine greppel en een wal, langs de top waarvan een palissade liep. 
Onder het aardewerk overweegt komvormig vaatwerk met een hoge rechte hals en een afgeronde of aangehechte bodem, soms op een voet. Er zijn ook enkele exemplaren van potten met een platte bodem en vierhoekige kommen gevonden. 
De basis van de economie was jacht en visserij. Het is niet zeker of er paarden gefokt werden; de gevonden paarden kunnen ook uit zuidelijkere regio's afkomstig zijn. 
Na de vermenging van de Kalinkino- en Belojarsk-populaties in de 4e-3e eeuw v.Chr. (met een overwicht van de Belojarsk) drong deze gemengde bevolking het gebied van de Koelajkacultuur binnen.